# Ар Ченизо (Торино)
Ар Ченизо је насеље у Италији у округу Торино, региону Пијемонт.
Према процени из 2011. у насељу је живело 5 становника. Насеље се налази на надморској висини од 1485 м.